# 在イギリスカナダ高等弁務官事務所
在イギリスカナダ高等弁務官事務所（ざいイギリスカナダこうとうべんむかんじむしょ、英語: High Commission of Canada to the United Kingdom）は、ロンドンにあるカナダの在イギリス代表部である。カナダ高等弁務官事務所はロンドンにカナダ・ハウスとマクドナルド・ハウスの2つの公館施設を所有している。

## 歴史
カナダ高等弁務官事務所は1880年に設立されたもっとも古いカナダの在外公館である。トラファルガー広場にあるカナダ・ハウスは1923年に開館した。1962年にはメイフェアのクローヴナー広場にある前アメリカ大使館を取得し、そこをマクドナルド・ハウスと改名して、利用している。以来、高等弁務官自身はこちらのマクドナルド・ハウスを拠点に活動している。
ロンドンにおけるカナダの活動は、ジョン・ローズ卿が非公式のカナダ代表に任命された1869年にまでさかのぼる。これはカナダ初の外交職であり、またイギリスの植民地から本国へと派遣された最初の外交職でもある。当時のカナダには独自の外務大臣がいなかったので、彼はジョン・マクドナルド初代首相の個人的な代理として活動した。ローズの地位は政権が代わっても継続され、「自治領カナダ財務官」という職名が与えられた。マクドナルドが1878年に政権に返り咲くと、「弁理公使」に格上げしようとしたが、イギリス側の拒否にあって挫折した。こうして代わりに提案された「高等弁務官 (High Commissioner)」が、今日まで続くイギリス連邦内における政府代表としての高等弁務官制度の起源である。
最初に高等弁務官に任命されたのは1880年のアレクサンダー・ティロック・ガルト (マクドナルド政権の元財務大臣)である。この役職はカナダ外交における最重要の地位であり、キャリア外交官よりも政治任用が充てられる割合の方が大きい。
高等弁務官事務所の業務が拡大するにつれ、公館施設を拡充する必要がうまれた。この結果、カナダ・ハウスが新設されることになり、1925年6月29日にジョージ5世、メアリー妃国王夫妻臨席のもと開館式が挙行された。その後も使節団の業務は増加し、カナダは前アメリカ大使館を取得し、新しくマクドナルド・ハウスと命名した。カナダの初代首相の名にちなんだ新公館は1961年7月1日のカナダ・デー(建国記念日)に開館した。

## カナダ・ハウス
カナダ・ハウス (英語:Canada House, 仏語:Maison du Canada)はトラファルガー広場にある高等弁務官事務所の文化交流、領事部門である。

### 歴史
カナダ・ハウスは、大英博物館も設計したロバート・スマーク卿によって、1824年から27年にかけて建築された。もともとはユニオン・クラブや王立医師会によって利用されていた。その後、1923年にカナダ政府が取得し、セプティマス・ウォーウィックの手で修復された、25年に正式に開館した。
第二次世界大戦のロンドン大空襲の際にはカナダ・ハウスのすぐ近くに爆弾が落下し、のちに首相となるレスター・B・ピアソン書記官が18メートル離れたところでこれに遭遇している。カナダ・ハウスはまた戦場から賜暇でロンドンにきたカナダ兵たちが憩うたまり場でもあった。ドーナツで有名なビーバー・クラブも入っていた。
1993年、カナダ・ハウスは政府の財政難のあおりをうけて閉鎖、売却されることになった。しかし政権交代によって方針が変更され、1997年に改装修復された。1998年5月にはエリザベス2世カナダ女王臨席のもと公式に再開した。
2010年に外務・国際貿易省は、2012年夏までの予定でカナダ・ハウスを修復し、その間の業務はマクドナルド・ハウスで行うと発表した。

### 現在の機能
カナダ・ハウスは、現在いろいろな公共の目的に供されている。高等弁務官の執務室の他に、会議やレセプション、レンクチャー、昼食会、またなんらかのオープニング・セレモニーが開催され、カナダとイギリスの人々が参会する場となっている。また、この施設では映画やテレビのためのスクリーンなどもある。
カナダ・ハウスのギャラリーは過去から現在までの芸術作品の展覧会の場ともなっている。またインフォメーション・センターもあり、コンピューターや図書室、閲覧室を使ってカナダのことを調べることができる。視聴コーナーではカナダ人の歌手やミュージシャンの作品を楽しむこともできる。
ここはまたトラファルガー広場で開催されるカナダ・デーのお祭りの中心でもある。